# Pycnogonum plumipes
Pycnogonum plumipes är en havsspindelart som beskrevs av Stock, J.H. 1960. Pycnogonum plumipes ingår i släktet Pycnogonum och familjen Pycnogonidae. Inga underarter finns listade i Catalogue of Life.